# 사 필링 니 나나이
《사 필링 니 나나이》(타갈로그어: Sa Piling ni Nanay)는 2016년 방영된 필리핀의 드라마이다.